# Protacantopterigis
Els protacantopterigis (Protacanthopterygii) són un superordre de peixos de la classe dels actinopterigis, que viuen tant en hàbitats marins com d'aigüa dolça. Aquest superordre inclou peixos tant populars com el salmó, la truita de riu o el lluç de riu. Semblen haver evolucionat durant Cretaci o potser a finals dels Juràssic, originant-se fa aproximadament 150 milions d'anys enrere.

## Descripció
Els protacantopterigis formen una serie de teleostis relativament evolucionats. Els trets anatòmics i d'altres tipus que normalment són presents en les espècies d'aquest superordre són: tenir més de 24 vèrtebres, tenir cartílags epicentrals, un os supraorbitari, un mesocoracoïd, una aleta adiposa i unes dents glossohials (sovint prominents). No obstant això, els sol mancar una mandíbula superior protusible, una placa gular i una forquilla proximal dels ossos intermusculars. La majoria dels membres d'aquest tàxon són més aviat depredadors especialitzats de mida mitjana que grans depredadors d'animals més petits.
Com a grup, solen preferir aigües temperades i són molt més diversos a l'hemisferi nord que a l'hemisteri sud. Algunes espècies són anàdromes i força eurihalines. Per tant, probablement es van originar en aigües a prop de la costa o salobres de l'hemisferi nord; en teoria el protacantopterigis originals podrien haver estat migradors catàdroms d'aigua dolça, però tenint en compte que molt probablement els otocèfals basals van ser espècies marines, no sembla probable. Tenint en compte que estan molt estesos a l'Holàrtic però que van arribar a l'hemisferi sud a l'Oceà Pacífic, és més probable s'originessin a la regió de l'estret de Turgai i el proper mar de Tetis, potser cap a l'est de Tetis, ja que sembla que mai han viscut a l'Àfrica o a l'Atlàntic Sud.

## Sistemàtica
Com s'ha dit anteriorment, un dels parents més propers dels protacantopterigis són els otocèfals, que inclouen peixos tant diferents com els ciprínids, els siluriformes o els clupeids en els superordres Clupeomorpha i Ostariophysi. Si bé el nucli del superordre actual sempre ha estat format per tres ordres, és probable que hi hagi taxons addicionals que hi pertanyin, encara però són més discutits.
Recentments, existeix la tendència de separar els dos subordres dels osmeriformes, ja que no semblen estar estretament relacionats entre ells. A més, segons sembla, els superordres Cyclosquamata i Stenopterygii, que contenen algunes formes apomòrfiques estranyes, estan tan íntimament relacionades amb els protacantopterigis tradicionals fins al punt d'incloure'ls dins. D'altra banda, s'ha proposat el nom Euteleostei per classificar tot el grup, encara que això implicaria dividir el protacantopterigis per no ser parafilètics. Per tant, es poden incloure fins a set ordres:
| Nelson 2006 | Betancur-Rodriguez et al. 2016 |
| --- | --- |
| - Cyclosquamata - Aulopiformes - Protacanthopterygii - Argentiniformes - Alepocephaloidei - Alepocephalidae - Bathylaconidae - Leptochilichthyidae - Platytroctidae - Argentinoidei - Argentinidae - Bathylagidae - Microstomatidae - Opisthoproctidae - Esociformes - Osmeriformes - Galaxoidei - Galaxiidae - Lepidogalaxiidae - Retropinnidae - Osmeroidei - Osmeridae - Plecoglossidae - Salangidae - Salmoniformes - Stenopterygii - Ateleopodiformes - Stomiiformes | - Alepocephali - Alepocephaliformes - Alepocephalidae (incl. Leptochilichthyidae, Bathylaconidae) - Platytroctidae - Ateleopodia - Ateleopodiformes - Cyclosquamata - Aulopiformes - Lepidogalaxii - Lepidogalaxiiformes - Lepidogalaxiidae - Protacanthopterygii s.s. - Argentiniformes - Argentinidae - Bathylagidae - Microstomatidae - Opisthoproctidae - Esociformes - Galaxiiformes - Galaxiidae - Salmoniformes - Stomiati - Osmeriformes - Osmeridae - Retropinnidae - Plecoglossidae - Salangidae - Stomiatiformes |

La ubicació dels mictofiformes, tradicionalment considerats parents propers dels aulopiformes, es va separar en el superordre "Scopelomorpha", així com els lampriformes (del superordre monotípic Lampridiomorpha i parents putatius dels estenopterigis), per tant cal més recerca. No obstant això, aquests dos semblen ser una mica més avançats i més propers als paracantopterigis.
De forma més dubtosa, de vegades els cetomimiformes i els ctenotrissiformes s'ubiquen dins aquest superordre. Si bé les relacions són incertes, generalment s'assumeix que els primers pertanyen al superordre dels acantopterigis i estan estretament relacionats amb els estefanobericiformes. Per tant, és poc probable que estiguin correctament ubicats aquí. Pel que fa als ctenotrissiformes, es tracta d'un grup completament extint i podria tractar-se una ubicació parel·lètica invàlida de teleostis primitius, i pertànyer parcialment als protacantopterigis en el sentit més ampli.
La família "Macristiidae" de vegades s'ha considerat l'únic membre vivent dels ctenotrissiformes, encara que en realitat són larves de certs Aulopiformes, com ja es sospitava quan es va estudiar científicament el primer especimen. Posteriorment, es van dividir com una família diferent i es van col·locar dins dels osmeriformes. Això és interessant a la llum de la concepció moderna pel fet que aquests dos ordres no estan tan llunyanes com es van creure durant la major part del segle xx.

### Filogènia
El següent cladograma es basa en els treballs de Betancur-Rodriguez et al. 2016.
|  | Galaxiiformes                                                 |
|  |                                                               |
|  | \| \| Esociformes \| \| \| \| \| \| Salmoniformes \| \| \| \| |
|  |                                                               |
|  | Esociformes                                                   |
|  |                                                               |
|  | Salmoniformes                                                 |
|  |                                                               |

|  | Esociformes   |
|  |               |
|  | Salmoniformes |
|  |               |

|  | Galaxiiformes                                                 |
|  |                                                               |
|  | \| \| Esociformes \| \| \| \| \| \| Salmoniformes \| \| \| \| |
|  |                                                               |
|  | Esociformes                                                   |
|  |                                                               |
|  | Salmoniformes                                                 |
|  |                                                               |

|  | Esociformes   |
|  |               |
|  | Salmoniformes |
|  |               |

|  | Stomiiformes |
|  |              |
|  | Osmeriformes |
|  |              |

| Aulopa        | Aulopiformes                                                                                  |
|               | Aulopiformes                                                                                  |
| Ctenosquamata | \| Scopelomorpha \| Myctophiformes \| \| \| Myctophiformes \| \| \| Acanthomorpha \| \| \| \| |
|               | \| Scopelomorpha \| Myctophiformes \| \| \| Myctophiformes \| \| \| Acanthomorpha \| \| \| \| |
| Scopelomorpha | Myctophiformes                                                                                |
|               | Myctophiformes                                                                                |
|               | Acanthomorpha                                                                                 |
|               |                                                                                               |

| Scopelomorpha | Myctophiformes |
|               | Myctophiformes |
|               | Acanthomorpha  |
|               |                |

| Aulopa        | Aulopiformes                                                                                  |
|               | Aulopiformes                                                                                  |
| Ctenosquamata | \| Scopelomorpha \| Myctophiformes \| \| \| Myctophiformes \| \| \| Acanthomorpha \| \| \| \| |
|               | \| Scopelomorpha \| Myctophiformes \| \| \| Myctophiformes \| \| \| Acanthomorpha \| \| \| \| |
| Scopelomorpha | Myctophiformes                                                                                |
|               | Myctophiformes                                                                                |
|               | Acanthomorpha                                                                                 |
|               |                                                                                               |

| Scopelomorpha | Myctophiformes |
|               | Myctophiformes |
|               | Acanthomorpha  |
|               |                |

|  | Stomiiformes |
|  |              |
|  | Osmeriformes |
|  |              |

| Aulopa        | Aulopiformes                                                                                  |
|               | Aulopiformes                                                                                  |
| Ctenosquamata | \| Scopelomorpha \| Myctophiformes \| \| \| Myctophiformes \| \| \| Acanthomorpha \| \| \| \| |
|               | \| Scopelomorpha \| Myctophiformes \| \| \| Myctophiformes \| \| \| Acanthomorpha \| \| \| \| |
| Scopelomorpha | Myctophiformes                                                                                |
|               | Myctophiformes                                                                                |
|               | Acanthomorpha                                                                                 |
|               |                                                                                               |

| Scopelomorpha | Myctophiformes |
|               | Myctophiformes |
|               | Acanthomorpha  |
|               |                |

| Aulopa        | Aulopiformes                                                                                  |
|               | Aulopiformes                                                                                  |
| Ctenosquamata | \| Scopelomorpha \| Myctophiformes \| \| \| Myctophiformes \| \| \| Acanthomorpha \| \| \| \| |
|               | \| Scopelomorpha \| Myctophiformes \| \| \| Myctophiformes \| \| \| Acanthomorpha \| \| \| \| |
| Scopelomorpha | Myctophiformes                                                                                |
|               | Myctophiformes                                                                                |
|               | Acanthomorpha                                                                                 |
|               |                                                                                               |

| Scopelomorpha | Myctophiformes |
|               | Myctophiformes |
|               | Acanthomorpha  |
|               |                |

|  | Galaxiiformes                                                 |
|  |                                                               |
|  | \| \| Esociformes \| \| \| \| \| \| Salmoniformes \| \| \| \| |
|  |                                                               |
|  | Esociformes                                                   |
|  |                                                               |
|  | Salmoniformes                                                 |
|  |                                                               |

|  | Esociformes   |
|  |               |
|  | Salmoniformes |
|  |               |

|  | Galaxiiformes                                                 |
|  |                                                               |
|  | \| \| Esociformes \| \| \| \| \| \| Salmoniformes \| \| \| \| |
|  |                                                               |
|  | Esociformes                                                   |
|  |                                                               |
|  | Salmoniformes                                                 |
|  |                                                               |

|  | Esociformes   |
|  |               |
|  | Salmoniformes |
|  |               |

|  | Stomiiformes |
|  |              |
|  | Osmeriformes |
|  |              |

| Aulopa        | Aulopiformes                                                                                  |
|               | Aulopiformes                                                                                  |
| Ctenosquamata | \| Scopelomorpha \| Myctophiformes \| \| \| Myctophiformes \| \| \| Acanthomorpha \| \| \| \| |
|               | \| Scopelomorpha \| Myctophiformes \| \| \| Myctophiformes \| \| \| Acanthomorpha \| \| \| \| |
| Scopelomorpha | Myctophiformes                                                                                |
|               | Myctophiformes                                                                                |
|               | Acanthomorpha                                                                                 |
|               |                                                                                               |

| Scopelomorpha | Myctophiformes |
|               | Myctophiformes |
|               | Acanthomorpha  |
|               |                |

| Aulopa        | Aulopiformes                                                                                  |
|               | Aulopiformes                                                                                  |
| Ctenosquamata | \| Scopelomorpha \| Myctophiformes \| \| \| Myctophiformes \| \| \| Acanthomorpha \| \| \| \| |
|               | \| Scopelomorpha \| Myctophiformes \| \| \| Myctophiformes \| \| \| Acanthomorpha \| \| \| \| |
| Scopelomorpha | Myctophiformes                                                                                |
|               | Myctophiformes                                                                                |
|               | Acanthomorpha                                                                                 |
|               |                                                                                               |

| Scopelomorpha | Myctophiformes |
|               | Myctophiformes |
|               | Acanthomorpha  |
|               |                |

|  | Stomiiformes |
|  |              |
|  | Osmeriformes |
|  |              |

| Aulopa        | Aulopiformes                                                                                  |
|               | Aulopiformes                                                                                  |
| Ctenosquamata | \| Scopelomorpha \| Myctophiformes \| \| \| Myctophiformes \| \| \| Acanthomorpha \| \| \| \| |
|               | \| Scopelomorpha \| Myctophiformes \| \| \| Myctophiformes \| \| \| Acanthomorpha \| \| \| \| |
| Scopelomorpha | Myctophiformes                                                                                |
|               | Myctophiformes                                                                                |
|               | Acanthomorpha                                                                                 |
|               |                                                                                               |

| Scopelomorpha | Myctophiformes |
|               | Myctophiformes |
|               | Acanthomorpha  |
|               |                |

| Aulopa        | Aulopiformes                                                                                  |
|               | Aulopiformes                                                                                  |
| Ctenosquamata | \| Scopelomorpha \| Myctophiformes \| \| \| Myctophiformes \| \| \| Acanthomorpha \| \| \| \| |
|               | \| Scopelomorpha \| Myctophiformes \| \| \| Myctophiformes \| \| \| Acanthomorpha \| \| \| \| |
| Scopelomorpha | Myctophiformes                                                                                |
|               | Myctophiformes                                                                                |
|               | Acanthomorpha                                                                                 |
|               |                                                                                               |

| Scopelomorpha | Myctophiformes |
|               | Myctophiformes |
|               | Acanthomorpha  |
|               |                |

|  | Galaxiiformes                                                 |
|  |                                                               |
|  | \| \| Esociformes \| \| \| \| \| \| Salmoniformes \| \| \| \| |
|  |                                                               |
|  | Esociformes                                                   |
|  |                                                               |
|  | Salmoniformes                                                 |
|  |                                                               |

|  | Esociformes   |
|  |               |
|  | Salmoniformes |
|  |               |

|  | Galaxiiformes                                                 |
|  |                                                               |
|  | \| \| Esociformes \| \| \| \| \| \| Salmoniformes \| \| \| \| |
|  |                                                               |
|  | Esociformes                                                   |
|  |                                                               |
|  | Salmoniformes                                                 |
|  |                                                               |

|  | Esociformes   |
|  |               |
|  | Salmoniformes |
|  |               |

|  | Stomiiformes |
|  |              |
|  | Osmeriformes |
|  |              |

| Aulopa        | Aulopiformes                                                                                  |
|               | Aulopiformes                                                                                  |
| Ctenosquamata | \| Scopelomorpha \| Myctophiformes \| \| \| Myctophiformes \| \| \| Acanthomorpha \| \| \| \| |
|               | \| Scopelomorpha \| Myctophiformes \| \| \| Myctophiformes \| \| \| Acanthomorpha \| \| \| \| |
| Scopelomorpha | Myctophiformes                                                                                |
|               | Myctophiformes                                                                                |
|               | Acanthomorpha                                                                                 |
|               |                                                                                               |

| Scopelomorpha | Myctophiformes |
|               | Myctophiformes |
|               | Acanthomorpha  |
|               |                |

| Aulopa        | Aulopiformes                                                                                  |
|               | Aulopiformes                                                                                  |
| Ctenosquamata | \| Scopelomorpha \| Myctophiformes \| \| \| Myctophiformes \| \| \| Acanthomorpha \| \| \| \| |
|               | \| Scopelomorpha \| Myctophiformes \| \| \| Myctophiformes \| \| \| Acanthomorpha \| \| \| \| |
| Scopelomorpha | Myctophiformes                                                                                |
|               | Myctophiformes                                                                                |
|               | Acanthomorpha                                                                                 |
|               |                                                                                               |

| Scopelomorpha | Myctophiformes |
|               | Myctophiformes |
|               | Acanthomorpha  |
|               |                |

|  | Stomiiformes |
|  |              |
|  | Osmeriformes |
|  |              |

| Aulopa        | Aulopiformes                                                                                  |
|               | Aulopiformes                                                                                  |
| Ctenosquamata | \| Scopelomorpha \| Myctophiformes \| \| \| Myctophiformes \| \| \| Acanthomorpha \| \| \| \| |
|               | \| Scopelomorpha \| Myctophiformes \| \| \| Myctophiformes \| \| \| Acanthomorpha \| \| \| \| |
| Scopelomorpha | Myctophiformes                                                                                |
|               | Myctophiformes                                                                                |
|               | Acanthomorpha                                                                                 |
|               |                                                                                               |

| Scopelomorpha | Myctophiformes |
|               | Myctophiformes |
|               | Acanthomorpha  |
|               |                |

| Aulopa        | Aulopiformes                                                                                  |
|               | Aulopiformes                                                                                  |
| Ctenosquamata | \| Scopelomorpha \| Myctophiformes \| \| \| Myctophiformes \| \| \| Acanthomorpha \| \| \| \| |
|               | \| Scopelomorpha \| Myctophiformes \| \| \| Myctophiformes \| \| \| Acanthomorpha \| \| \| \| |
| Scopelomorpha | Myctophiformes                                                                                |
|               | Myctophiformes                                                                                |
|               | Acanthomorpha                                                                                 |
|               |                                                                                               |

| Scopelomorpha | Myctophiformes |
|               | Myctophiformes |
|               | Acanthomorpha  |
|               |                |

|  | Galaxiiformes                                                 |
|  |                                                               |
|  | \| \| Esociformes \| \| \| \| \| \| Salmoniformes \| \| \| \| |
|  |                                                               |
|  | Esociformes                                                   |
|  |                                                               |
|  | Salmoniformes                                                 |
|  |                                                               |

|  | Esociformes   |
|  |               |
|  | Salmoniformes |
|  |               |

|  | Galaxiiformes                                                 |
|  |                                                               |
|  | \| \| Esociformes \| \| \| \| \| \| Salmoniformes \| \| \| \| |
|  |                                                               |
|  | Esociformes                                                   |
|  |                                                               |
|  | Salmoniformes                                                 |
|  |                                                               |

|  | Esociformes   |
|  |               |
|  | Salmoniformes |
|  |               |

|  | Stomiiformes |
|  |              |
|  | Osmeriformes |
|  |              |

| Aulopa        | Aulopiformes                                                                                  |
|               | Aulopiformes                                                                                  |
| Ctenosquamata | \| Scopelomorpha \| Myctophiformes \| \| \| Myctophiformes \| \| \| Acanthomorpha \| \| \| \| |
|               | \| Scopelomorpha \| Myctophiformes \| \| \| Myctophiformes \| \| \| Acanthomorpha \| \| \| \| |
| Scopelomorpha | Myctophiformes                                                                                |
|               | Myctophiformes                                                                                |
|               | Acanthomorpha                                                                                 |
|               |                                                                                               |

| Scopelomorpha | Myctophiformes |
|               | Myctophiformes |
|               | Acanthomorpha  |
|               |                |

| Aulopa        | Aulopiformes                                                                                  |
|               | Aulopiformes                                                                                  |
| Ctenosquamata | \| Scopelomorpha \| Myctophiformes \| \| \| Myctophiformes \| \| \| Acanthomorpha \| \| \| \| |
|               | \| Scopelomorpha \| Myctophiformes \| \| \| Myctophiformes \| \| \| Acanthomorpha \| \| \| \| |
| Scopelomorpha | Myctophiformes                                                                                |
|               | Myctophiformes                                                                                |
|               | Acanthomorpha                                                                                 |
|               |                                                                                               |

| Scopelomorpha | Myctophiformes |
|               | Myctophiformes |
|               | Acanthomorpha  |
|               |                |

|  | Stomiiformes |
|  |              |
|  | Osmeriformes |
|  |              |

| Aulopa        | Aulopiformes                                                                                  |
|               | Aulopiformes                                                                                  |
| Ctenosquamata | \| Scopelomorpha \| Myctophiformes \| \| \| Myctophiformes \| \| \| Acanthomorpha \| \| \| \| |
|               | \| Scopelomorpha \| Myctophiformes \| \| \| Myctophiformes \| \| \| Acanthomorpha \| \| \| \| |
| Scopelomorpha | Myctophiformes                                                                                |
|               | Myctophiformes                                                                                |
|               | Acanthomorpha                                                                                 |
|               |                                                                                               |

| Scopelomorpha | Myctophiformes |
|               | Myctophiformes |
|               | Acanthomorpha  |
|               |                |

| Aulopa        | Aulopiformes                                                                                  |
|               | Aulopiformes                                                                                  |
| Ctenosquamata | \| Scopelomorpha \| Myctophiformes \| \| \| Myctophiformes \| \| \| Acanthomorpha \| \| \| \| |
|               | \| Scopelomorpha \| Myctophiformes \| \| \| Myctophiformes \| \| \| Acanthomorpha \| \| \| \| |
| Scopelomorpha | Myctophiformes                                                                                |
|               | Myctophiformes                                                                                |
|               | Acanthomorpha                                                                                 |
|               |                                                                                               |

| Scopelomorpha | Myctophiformes |
|               | Myctophiformes |
|               | Acanthomorpha  |
|               |                |

## Classificació
Segons ITIS, es subdivideix de la següent forma:
Superordre Protacanthopterygii
- Ordre Esociformes
  - Família Esocidae
  - Família Umbridae
- Ordre Osmeriformes
  - Subordre Argentinoidei
    - Superfamília Alepocephaloidea
      - Família Alepocephalidae
      - Família Bathylaconidae
      - Família Leptochilichthyidae
      - Família Platytroctidae

    - Superfamília Argentinoidea
      - Família Argentinidae
      - Família Bathylagidae
      - Família Microstomatidae
      - Família Opisthoproctidae

  - Subordre Osmeroidei
    - Superfamília Galaxioidea
      - Família Galaxiidae
      - Família Lepidogalaxiidae
      - Família Retropinnidae

    - Superfamília Osmeroidea
      - Família Osmeridae
      - Família Salangidae
- Ordre Salmoniformes
  - Família Salmonidae